# Milan Balažic
Milan Balažic, slovenski politolog, politik in diplomat, * 19. oktober 1958, Ljubljana. 

## Življenjepis

### Študij
Balažic je leta 1985 diplomiral iz politologije na Fakulteti za družbene vede z diplomsko nalogo "Kritika scientističnega objektivizma: monopolni kapital in revolucionarni subjekt." Leta 1994 je doktoriral iz sociologije kulture na Filozofski fakulteti z disertacijo "Psihoanalitična pristopa Frankfurtske in Lacanovske šole k polju družbenega in političnega." Med letoma 1981 in 1982 je bil glavni urednik študentskega časopisa Tribuna in med 1982 in 1990 član uredništva Časopisa za kritiko znanosti.

### Politično delovanje
V času slovenske pomladi je bil član ožjega vodstva Zveze socialistične mladine Slovenije. Leta 1988 je bil kot predstavnik ZSMS član kolegija Odbora za varstvo človekovih pravic ter nato podpredsednik ZKS-Stranke demokratične prenove, kjer je z Borutom Pahorjem vodil liberalno krilo. Leta 1990 je bil na prvih demokratičnih volitvah izvoljen za poslanca v slovenski parlament, v katerem je deloval kot predsednik odbora za notranjo politiko. Sej državnega zbora se je med osamosvojitveno vojno udeleževal v uniformi teritorialne obrambe. Leta 2016 je ustanovil civilnodružbeno gibanje Nova prihodnost.
Dne 2.12.2018 je v 2. krogu županskih volitev postal župan občine Moravče. Na Dolah pri Krašcah je postavil astronomski observatorij.

### Medijsko delovanje
Balažic je bil v devetdesetih direktor televizijske postaje Kanal A. Do 2011 je deloval kot politični komentator in kolumnist.  

### Akademsko delovanje
Od 1999 do 2011 je bil predavatelj in predstojnik katedre za teoretsko politologijo in Oddelka za politologijo na Fakulteti za družbene vede ter sodelavec centra za mednarodne odnose. Predaval je na diplomatskih akademijah v Evropi, Aziji in Avstraliji. Njegova akademska področja so politična zgodovina, politična filozofija, lacanovska psihoanaliza in epistemologija. Je avtor petih monografij o slovenski osamosvojitvi in štirih strokovnih del, ki se ukvarjajo s psihoanalitično in filozofsko obravnavo političnega diskurza. Prav tako je predaval v tujini in gostoval v Londonu, Parizu, Budimpešti, Berlinu, Dublinu, Moskvi, Seulu, Canberri in Melbournu. Napisal je 16 knjig, predvsem s področja sodobne slovenske zgodovine, politične filozofije, matematične logike in psihoanalize.   

### Diplomatsko delovanje
Balažic je bil ustanovitelj in prvi predsednik slovenske Diplomatske akademije. Na Ministrstvu za zunanje zadeve je deloval kot državni podsekretar, direktor oddelka za analize in razvoj, sekretar za strateške zadeve ter uradni govorec ministrstva. Bil je tudi soustanovitelj Sindikata slovenskih diplomatov in njegov drugi predsednik.
Leta 2011 je bil imenovan za veleposlanika Republike Slovenije v Avstraliji, Novi Zelandiji, Indoneziji in pri Zvezi držav Jugovzhodne Azije. Mandata ni končal, ker ga je predsednik republike Borut Pahor junija 2014 odpoklical zaradi udeležbe obsojenega pedofila Nicholasa Omana na odprtju konzulata v Melbournu, ker je ta razburila skupnost avstralskih Slovencev. Balažic je pri tem zatrdil, da ga je vlada Alenke Bratušek v zvezi z Omanom angažirala za tajno diplomatsko dejavnost prepisa naftnih zemljišč, kar je podkrepil z elektronsko korespondenco in drugimi dokumenti.  Nadzor Ministrstva za zunanje zadeve je podal ugotovitev, da ni bilo najti nepravilnosti pri delu veleposlanika. Zaradi razkritja podrobnosti diplomatske dejavnosti, ki jo je potrdilo Ministrstvo za notranje zadeve, je bila Balažiceva objava dokumentov označena kot slovenski WikiLeaks.

## Dela
- Gospostvo, 1995, (COBISS)
- Čudežna zgodbica: pesmi, 1997, (COBISS)
- Ranjena žival: nove pesmi, 1998 (COBISS)
- Slovenska demokratična revolucija, 2004 (COBISS)
- Slovenski berlinski zid, 2006 (COBISS)
- Psihoanaliza politike, 2007 (COBISS)
- Politična antifilozofija, 2007 (COBISS)
- Znanost in realno, 2008 (COBISS)
- Rojstvo slovenske demokracije: iz duha državljanske vojne, 2010 (COBISS)
- Slovenski plebiscit, 2010 (COBISS)
- Samostojna Slovenija, 2011 (COBISS)
- Propad Slovenije, 2016
- Zakaj je Slovenija postala samostojna država, 2016
- Užitek, vednost, oblast, 2017
- Kozmologija: filozofija kozmologije (zbirka esejev, ki so od januarja 2018 do decembra 2023 izhajali v astronomski reviji Spika), 2023